# Claus Grießer
Claus Grießer, auch Klaus Grießer (* vor 1965 in Kufstein) ist ein österreichischer Schauspieler.
Grießer, Sohn des Schauspielers Max Grießer, spielte zwischen 1972 und 1987 in einigen Stücken Der Komödienstadel und weiteren Folgen in  verschiedenen Fernsehserien.

## Filmografie
- 1972–1987: Der Komödienstadel
  - 1972: Mattheis bricht’s Eis
  - 1973: Die kleine Welt
  - 1975: Der Bauerndiplomat
  - 1976: Der bayrische Picasso
  - 1981: Spätlese oder Auch der Herbst hat schöne Tage
  - 1984: Liebe und Blechschaden
  - 1985: Politik und Führerschein
  - 1985: Wenn der Hahn kräht
  - 1986: Das Prämienkind
  - 1987: Doppelselbstmord
- 1983: Die fünfte Jahreszeit (Fernsehmehrteiler)
- 1986: Kir Royal (Fernsehserie, Folge Wer reinkommt, ist drin)
- 1988: Einfaches Leben (Fernsehfilm)
- 1993: Forsthaus Falkenau (Fernsehserie, Folge Chefsache)